# Grube Marie
Die Grube Marie war eine Erzgrube bei Wilnsdorf im Kreis Siegen-Wittgenstein in Nordrhein-Westfalen. Sie lag unterhalb der Kalteiche in einem Waldgebiet auf ca. 530 m Höhe. Die Grube gehörte dem Bergrevier Siegen II an und bestand aus den Gruben Marie, Löwenstern, Löwensterner Fortsetzung, Landessegen, Prinz Albrecht, Marie I, Barbara und Jakobsegen.

## Gangmittel
Gefördert wurden Blei-, Zink-, Kupfer- und Fahlerze. Die Gangmittel der Grube waren bis zu 50 m lang und 0,05–1 m mächtig. Im benachbarten Gestellsteinbruch wurden Gestellsteine für Hochöfen gebrochen.

## Übertageanlagen

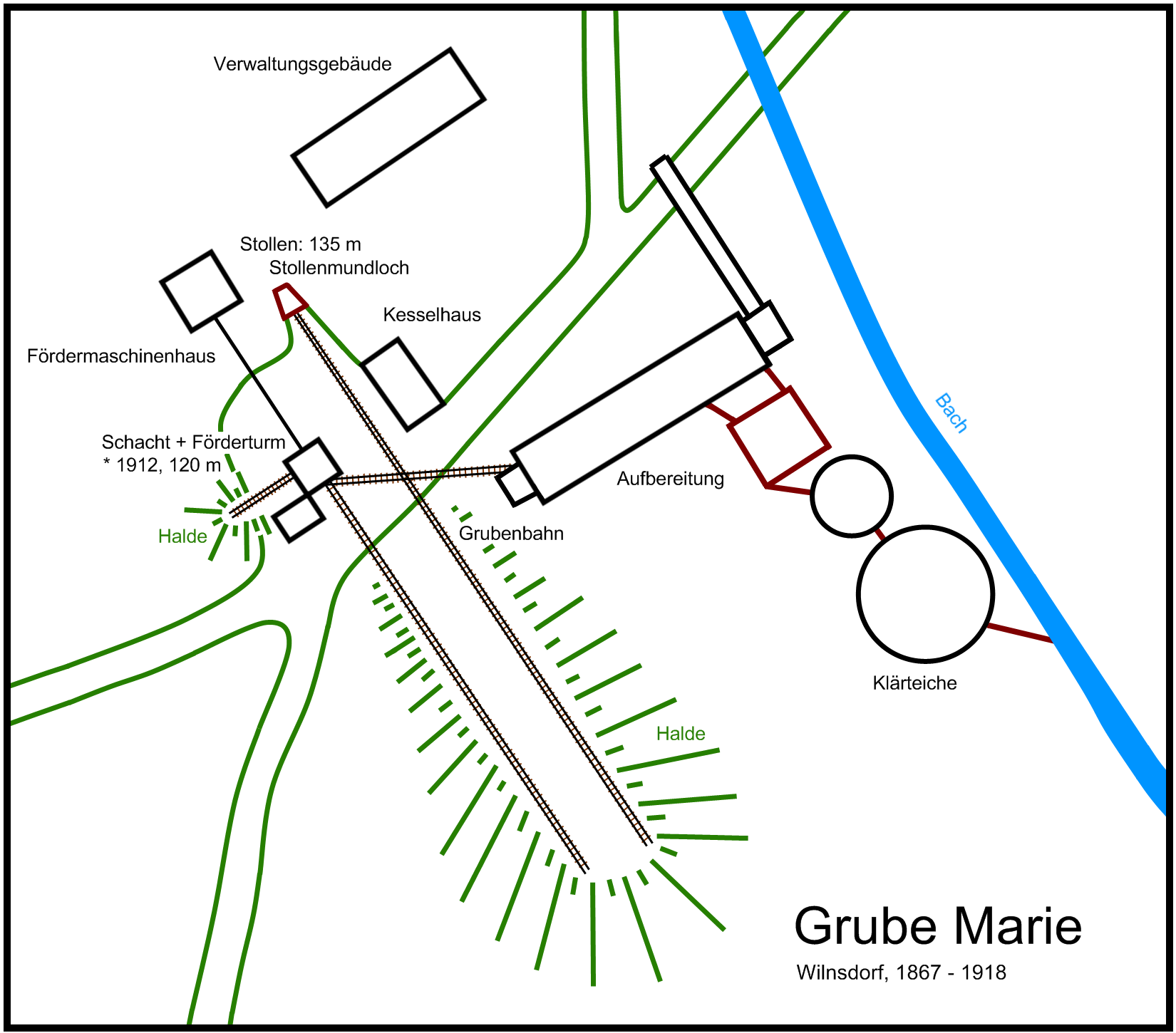
Übertageanlagen

Oberhalb des Waldwegs befanden sich das Kesselhaus, südwestlich davon der Schacht mit Förderturm und nordwestlich anschließend dessen Fördermaschinenhaus. Nördlich der Gebäude befand sich das Verwaltungsgebäude der Grube. Zwei parallel verlaufende Grubenbahnschienen führten über die Halde einmal zum Schacht und in den Stollen, der mitten zwischen den genannten Gebäuden lag. Vom Schacht führte eine zweite, kurze Bahn südwestlich auf eine kleine Halde und eine dritte Bahn zur östlich gelegenen Aufbereitungsanlage. Diese lag zwischen der Grubenhalde und dem nahe gelegenen Bach. An die Aufbereitung schlossen sich die Klärteiche an.

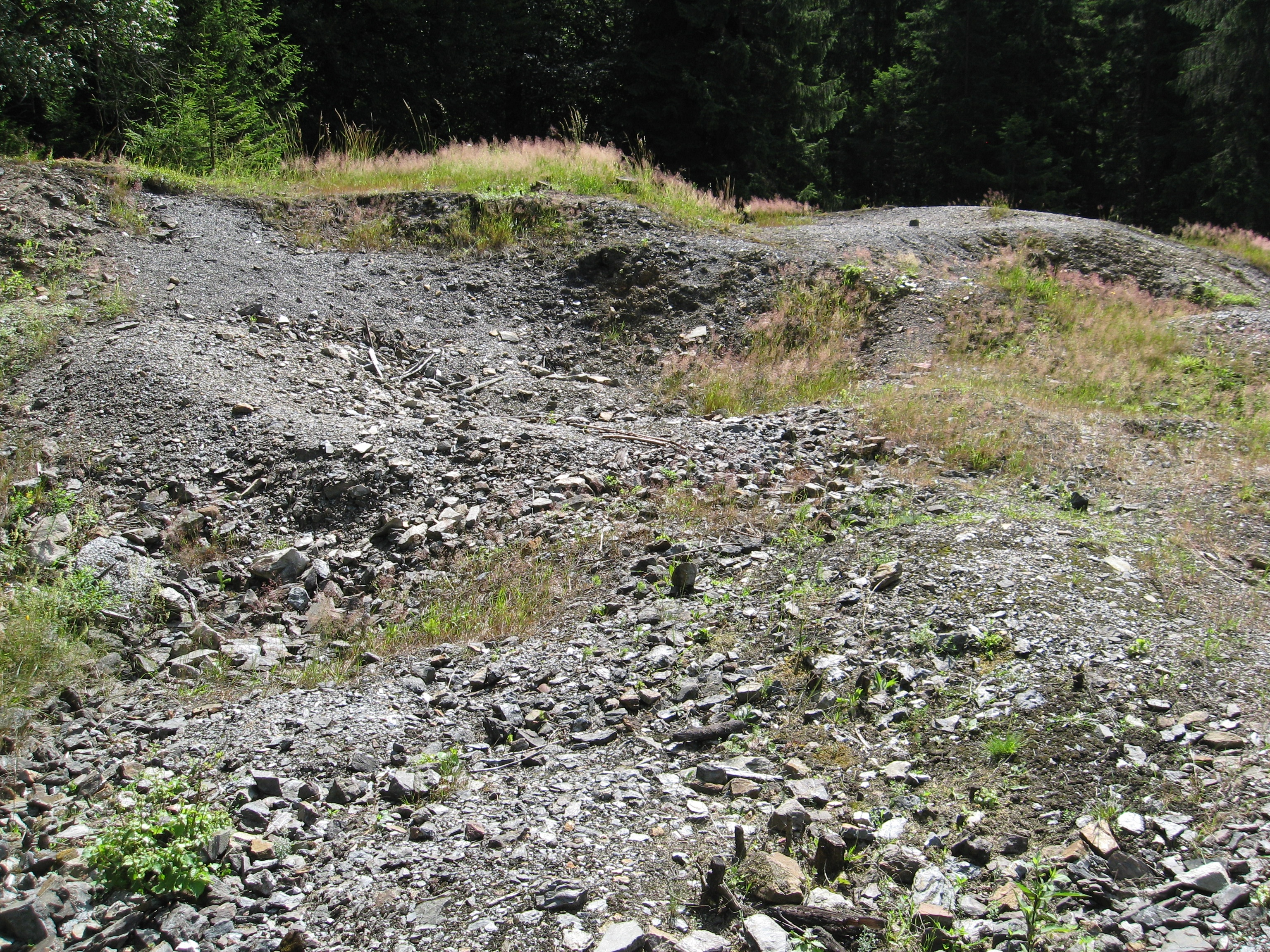
Haldenreste

## Geschichte
Im Oktober 1867 traf der Besitzer der benachbarten Gestellsteinbrüche in seinen Stollen auf Blei-, Kupfer- und Zinkerzadern. Nachdem am 18. November Bergmeister Hundt vom Siegener Bergamt die Grube besichtigte, folgte am 29. November 1867 Mutungsurkunde und das Recht zum Erzabbau. Noch im gleichen Jahr wurde ein Stollen angehauen. Die 1867 gegründete Gewerkschaft bestand aus vier Gewerken mit je 25 Kuxen, sie wurde 1868 neu gebildet. Der nur von Zeit zu Zeit stattfindende Abbau wurde in primitiver Weise betrieben, dabei wurde der Stollen bis 1871 auf insgesamt 135 m Länge vorgetrieben. Er brachte dabei 33 m Teufe unter Tage ein.
Der Betriebsbericht von 1870 zählt im Durchschnitt 10 Beschäftigte auf. Aufbereitet wurden in diesem Jahr 679 Zentner Bleierze und 63 Zentner Blende, 45 Zentner geschiedene aber noch nicht verkaufte Kupfererze lagen auf Halde. Die Bezahlung um 1870 bestand aus 17 Groschen pro Schicht in der Grube und 6–12 Groschen pro Schichtin der Aufbereitung. Gearbeitet wurde in zwei Schichten, die in der Grube je acht und in der Aufbereitung zwölf Stunden lang war. 1871 werden 22 männliche und 4 jugendliche Arbeiter erwähnt, 1873 12 Arbeiter. Ab 1874 wurde kein Erz mehr gefördert. Zwischen 1867 und 1874 wurden insgesamt 362 t Bleiglanz und 149 t Zinkblende gefördert. Abbau fand wieder ab 1889 mit 2–3 Mann statt.
In den 1890er Jahren wurden die Erze der Grube auf der nicht weit weg gelegenen Grube Landeskrone aufbereitet. 1891 lag die Bezahlung bei 2,55 Mark pro 12-Stunden-Schicht. Im Jahr 1890 wurden mit 6 Belegschaftsmitgliedern noch 27,9 t Bleiglanz und 118,9 t Zinkblende gefördert, 1891 verringerte sich die Förderung auf 9,7 t Bleiglanz und 10,4 t Zinkblende. Nachdem in den restlichen 1890er Jahren nur geringe Mengen Erz gefördert wurden, legte Bergrat Gerlach die Grube am 26. September 1900 still. 1901/1902 folgte die Zwangsversteigerung. Neuer Besitzer wird der Gewerke Jacob Schöler aus Wilden.

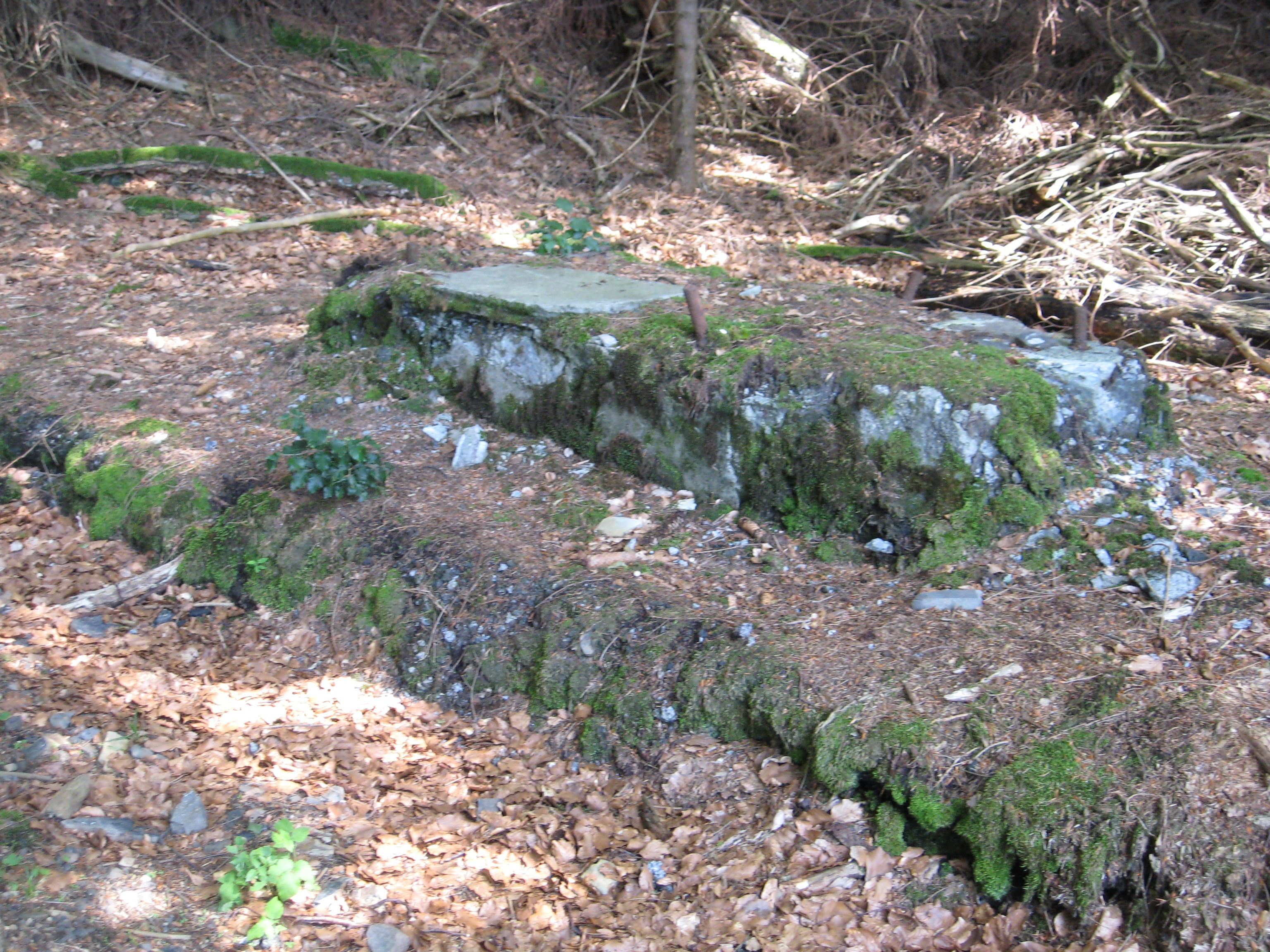
Reste des Kesselhauses

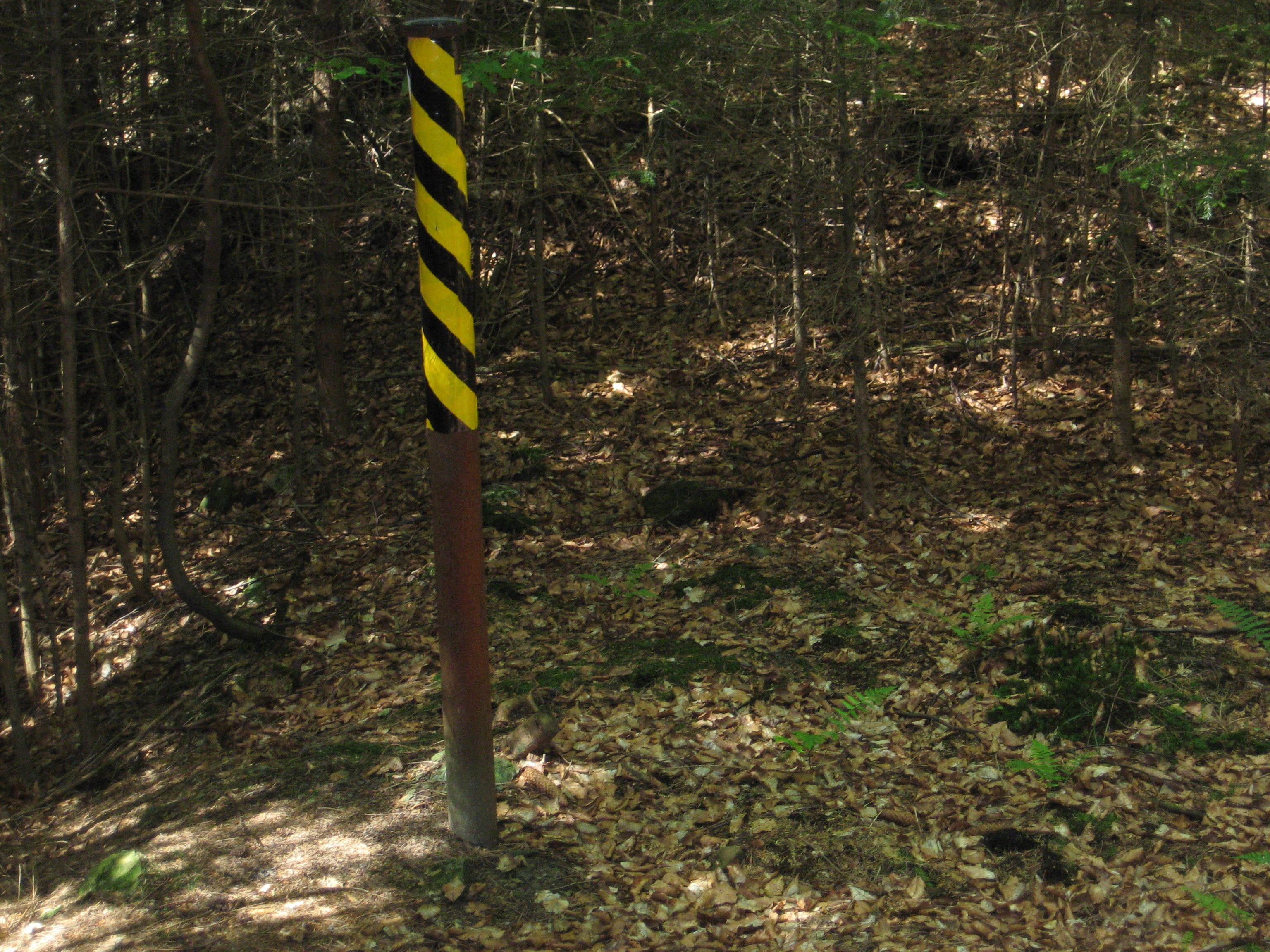
Ehemaliger Standort des Schachtes

Im Jahr 1909 kaufte der Berliner Baron Willy von Dulong die Grube und baute sie aus. Im selben Jahr wurde der Betrieb wieder aufgenommen und mit 9 Arbeitern noch 15 t Zinkblende gefördert. Das im gleichen Jahr angelegte Gesenk erreichte bis 20 m Teufe. 1912 wurde ein Maschinenschacht angelegt und auf 130 m Teufe gebracht. Sohlen wurden bei 40, 50, 100 und 125 m gehauen. Auf 50 und 100 m bestand eine Verbindung zur benachbarten etwa 600 m entfernten Grube Löwenstern. Durch Überhaue wurde dort eine Verbindung zum Tiefen Löwensterner Stollen geschaffen. Die Grube Löwenstern bestand schon länger und hatte 1867 zwei Belegschaftsmitglieder.
Die neue Erzaufbereitung und die Grube beschäftigten 120 Belegschaftsmitglieder. Im Sommer 1913 brannten die Tagesanlagen ab. Durch den Ersten Weltkrieg geriet der Wiederaufbau der Grube ins Stocken, erst im Frühjahr 1916 wurde eine Untersuchung durch die Kriegsrohstoff-Abteilung durchgeführt. Der im Juli erstellte Betriebsbericht war günstig für die Grube. Aber bereits im Herbst ging die Grube „unter Wasser“, da das Geld zum Abpumpen des Wassers gespart werden sollte. Die Förderung 1913/14 (mit Löwenstern) betrug 1.451 t Bleiglanz und 852 t Zinkerz.

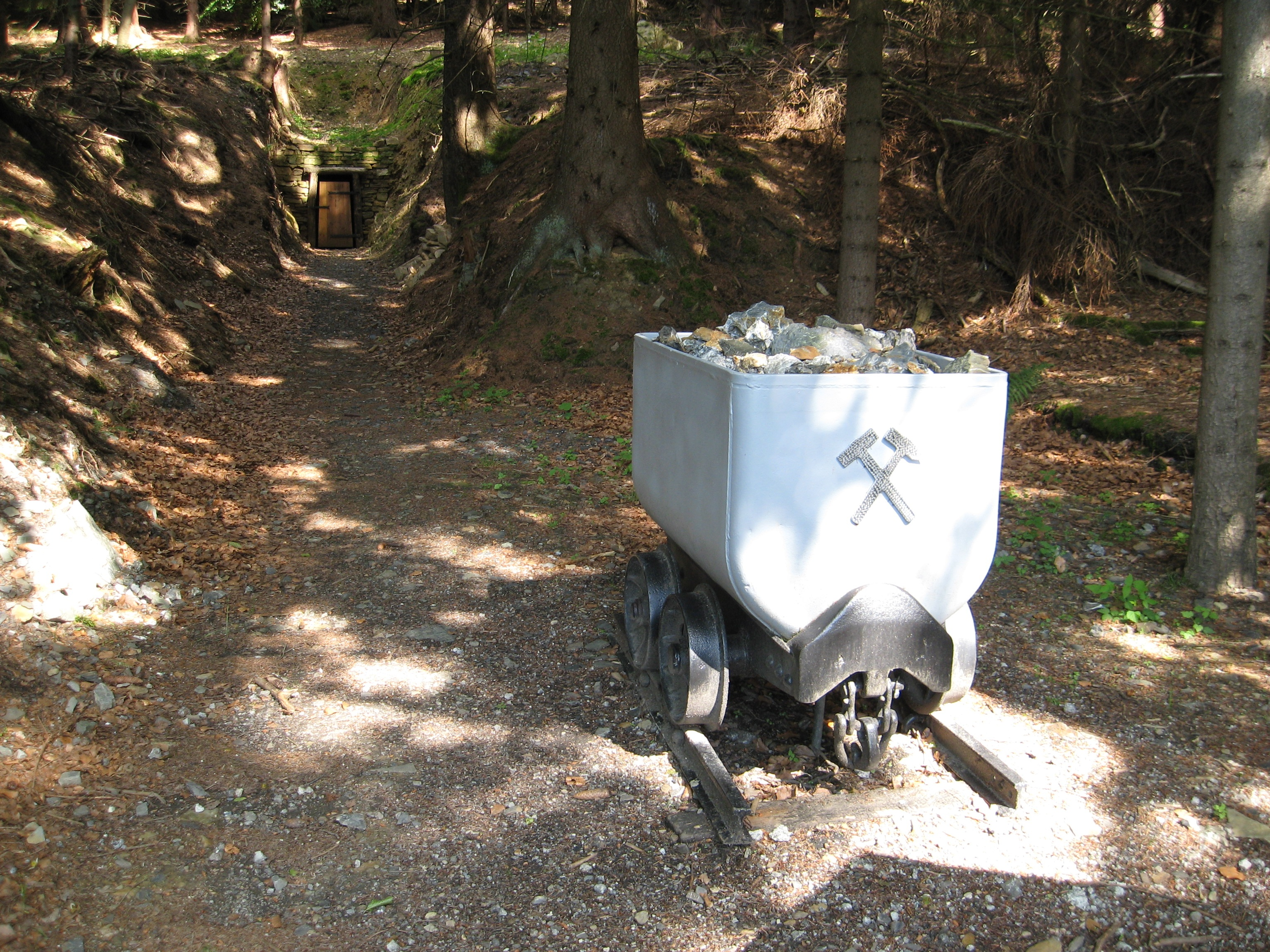
Stollenmundloch mit Hunt

Durch Erzmangel wurde im Jahr 1917 eine Anordnung zur Wiederinbetriebnahme erteilt, der Betrieb wurde durch die Braubach AG geführt. 1918 wurde ein neues Zechenhaus errichtet. Am 23. Dezember desselben Jahres wurde die Erzförderung wegen Kohlenmangel eingestellt. In den Jahren 1917 und 1918 wurden 4.490 t „Haufwerk“ (bis zu 450 t pro Monat unaufbereitetes Erz) gefördert. Zwischen 1909 und 1918 wurden insgesamt noch 1.192 t Zinkblende und 6.545 t Haufwerk gefördert. Da die Aufbereitungsanlage bereits 1913 abgebrannt war, wurden die Erze nicht mehr aufbereitet. Zuletzt arbeiteten 77 Bergleute in der Grube.
Im Frühjahr 2008 wurde der in den 1980ern durch das Bergamt mit einem Betonblock verschlossene und auf 15 m verschüttete Stolleneingang freigelegt. Er wurde mit einem künstlichen Stollenstück, einem Stollenportal und einer neuen Stollentür restauriert und der Weg zum Eingang mit Schotter ausgestreut.
Vor dem Stollen steht ein alter, mit Erzresten beladener Grubenhunt und eine Infotafel mit der Geschichte der Grube sowie einem Querschnitt und einer Gangkarte. Gegenüber dem Waldweg ist eine hölzerne Sitzgruppe zum Rasten angebracht. Die Grube ist eine Station des Wilnsdorfer Grubenwanderwegs, der seit 2008 existiert und um die Kalteiche durch Wilnsdorf und Wilgersdorf führt.